# Università di Santiago di Compostela
L'Università di Santiago di Compostela o USC (in galiziano Universidade de Santiago de Compostela, in spagnolo Universidad de Santiago de Compostela) è una università pubblica situata nella città di Santiago di Compostela in Galizia, Spagna. Un secondo campus si trova a Lugo, sempre in Galizia.

## Storia
Le prime tracce dell'Università si hanno nel 1495 quando viene aperta a Santiago. Nel 1504, Papa Giulio II ne approva la fondazione, anche se non viene riconosciuta fino al 1526 da Papa Clemente VII. Nel 1555 l'istituto inizia a separarsi dagli insegnamenti strettamente religiosi, e grazie all'aiuto del cardinale Juan Álvarez y Alva de Toledo inizia lo sviluppo di altri campi accademici, tra cui gli emergenti campi scientifici. Nel 2022 la classifica Forbes dichiara  la USC come la migliore Università in Spagna, leader per il suo straordinario lavoro di insegnamento e ricerca.

## Organizzazione
I servizi dell'università coprono oltre 1.300.000 metri quadrati. L'università ha più di 2.000 insegnanti impegnati nello studio e nella ricerca, oltre 42.000 studenti e più di 1.000 dipendenti tra amministrazione e servizi.